# Aylostera albiflora
Aylostera albiflora es una especie de planta suculenta perteneciente al género Aylostera, dentro de la familia Cactaceae. Es endémica de Bolivia y anteriormente se le conocía como Rebutia albiflora.

## Descripción

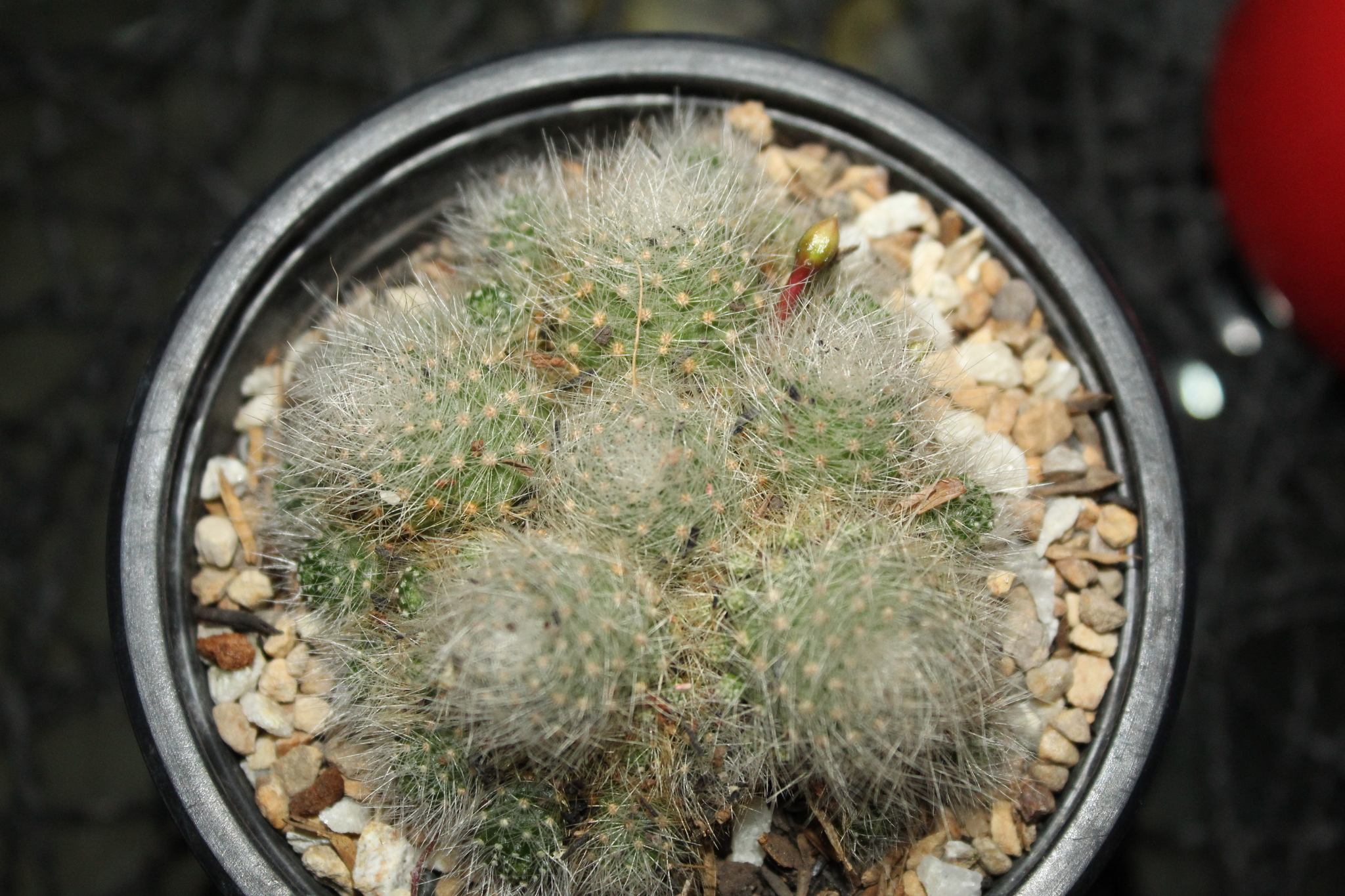
Cultivo en maceta

Aylostera albiflora es una especie de cactus pequeño que tiene los tallos esféricos de color verde claro y siempre forma grupos. Cada tallo puede alcanzar un diámetro de 1,8 a 2,5 cm y tienen raíces fibrosas. 
Presenta de 14 a 16 costillas divididas en tubérculos. En las areolas encontramos 5 espinas centrales de color blanco, aunque ligeramente más oscuras en la punta. Además hay unas 15 espinas marginales blancas que llegan a medir hasta 5 mm de largo.

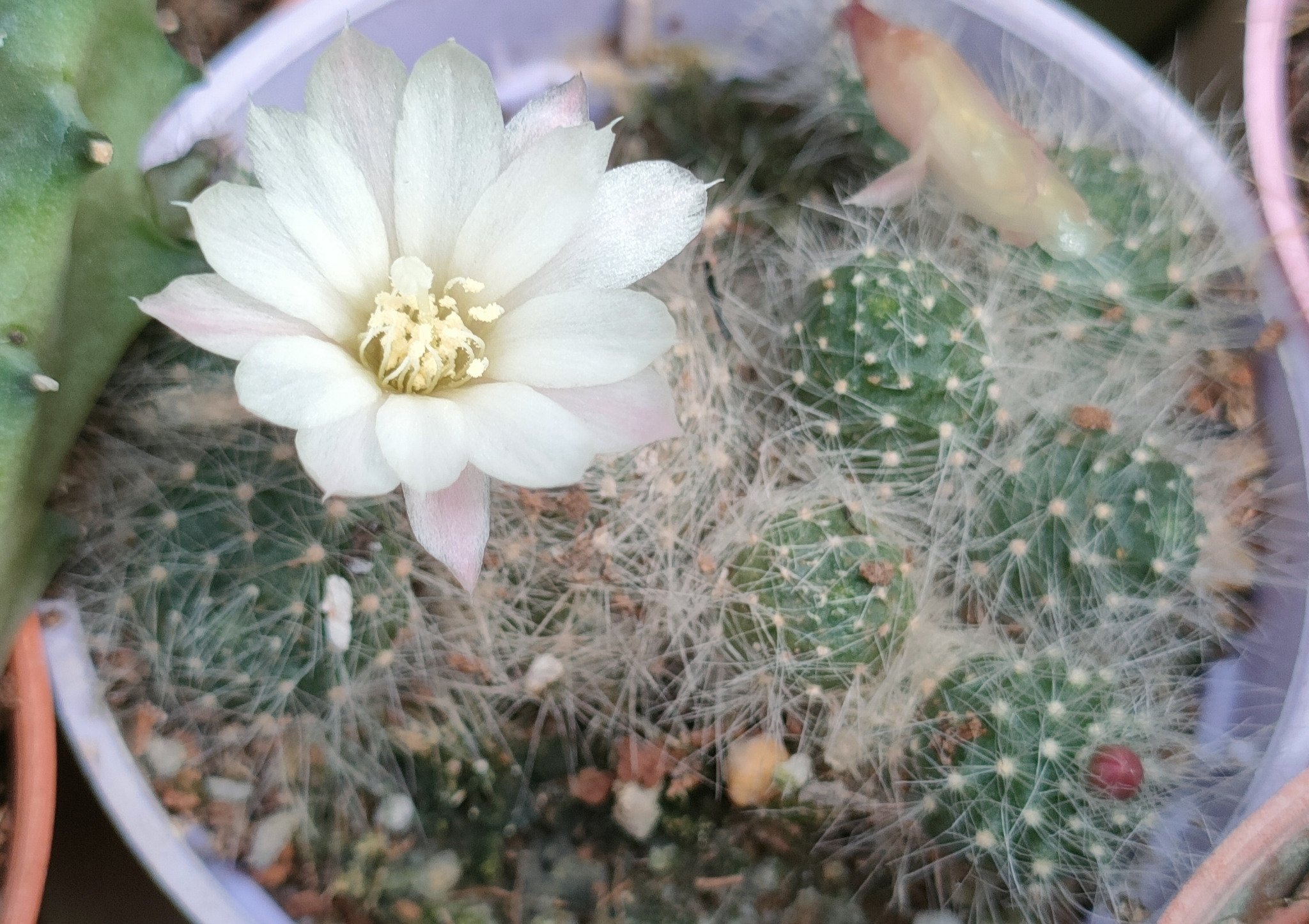
Detalle de la flor de color blanco

Las flores son de color blanco y tienen una franja central más o menos rosada. Alcanzan diámetros de hasta 2,5 cm, y el pericarpelo y el tubo floral están cubiertos de cerdas blancas. Los frutos son pequeños y alargados, y son de color bronce a verde rojizo.

## Distribución y hábitat
El área de distribución nativa de esta especie es Bolivia y crece principalmente en biomas desérticos o de matorrales secos.

## Taxonomía
La primera descripción de esta especie fue como Rebutia albiflora, publicada en 1963 por los botánicos Friedrich Ritter y Albert Frederik Hendrik Buining en la revista científica Taxón 12: 29.
Más tarde, el botánico alemán Curt Backeberg trasladó la especie al género Aylostera, por lo que pasó a llamarse Aylostera albiflora. Registró estos cambios en el libro Descriptiones Cactacearum Novarum 3 de noviembre: 5, publicado en 1963.
Etimología
- Aylostera: nombre genérico formado a partir de las palabras griegas aulos, transliterado irregularmente como aylos, (que significa 'tubo') y stereos (que significa 'sólido'), en alusión al tubo floral sólido que poseen.[4]
- albiflora: epíteto específico que deriva de las palabras latinas albus (que significa 'blanco') y florus (que significa 'florecido'), haciendo referencia al color blanco de sus flores.[5]

## Usos
Se cultiva principalmente como planta ornamental y su propagación se realiza normalmente a través de hijuelos o semillas.